# ميبريت كفيسجارد
ميبريت كفيسجارد (بالدنماركية: Maibritt Kviesgaard)‏ مواليد 15 مايو 1986 في آرهوس، هي لاعبة كرة يد دانمركية تلعب كجناح أيمن. مثلت منتخب الدنمارك لكرة اليد للسيدات. حققت المركز الثالث في بطولة العالم لكرة اليد للسيدات 2013.

## سجل المنافسة
شاركت في البطولات التالية:
- بطولة العالم لكرة اليد للسيدات 2011
- بطولة العالم لكرة اليد للسيدات 2013
- بطولة أوروبا لكرة اليد للسيدات 2010
- بطولة أوروبا لكرة اليد للسيدات 2014

## الميداليات
| الميدالية | المسابقة                            |
| --------- | ----------------------------------- |
| برونزية   | بطولة العالم لكرة اليد للسيدات 2013 |

## روابط خارجية
- ميبريت كفيسجارد على موقع الاتحاد الأوروبي لكرة اليد (الإنجليزية)